# De liefde, de muziek, de herinnering
De liefde, de muziek, de herinnering is een album van Rowwen Hèze. Het werd in 2017 uitgebracht door de eigen productiemaatschappij RHAM.

## Nummers
| 1.                 | Pinkpopparadijs         | Jack Poels                                     | 3:38 |
| 2.                 | Lekker was 't wal       | Jack Poels                                     | 4:33 |
| 3.                 | Mistige dage            | Jack Poels                                     | 4:50 |
| 4.                 | Hemelwater              | Jack Poels, Mike Manders, Tren van Enckevort   | 4:00 |
| 5.                 | Allien 't liedje        | Wladimir Geels, Jack Poels, Tren van Enckevort | 3:46 |
| 6.                 | Misschien merge         | Jack Poels                                     | 4:05 |
| 7.                 | Het mooiste liedje ooit | Jack Poels                                     | 4:26 |
| 8.                 | Ienzame man             | Jack Poels                                     | 5:46 |
| Totale duur: 35:04 |                         |                                                |      |